# Новолазарєвська
Новолазарєвська (рос. Новолазаревская) — радянська, нині російська антарктична наукова станція.

## Розташування
Станція «Новолазаревська» розташована в південно-східній частині оази Ширмахера на узбережжі Землі Королеви Мод, приблизно за 80 км від моря Лазарєва.

## Клімат
| Клімат Новолазарівської станції | Клімат Новолазарівської станції | Клімат Новолазарівської станції | Клімат Новолазарівської станції | Клімат Новолазарівської станції | Клімат Новолазарівської станції | Клімат Новолазарівської станції | Клімат Новолазарівської станції | Клімат Новолазарівської станції | Клімат Новолазарівської станції | Клімат Новолазарівської станції | Клімат Новолазарівської станції | Клімат Новолазарівської станції | Клімат Новолазарівської станції |
| Показник                        | Січ.                            | Лют.                            | Бер.                            | Квіт.                           | Трав.                           | Черв.                           | Лип.                            | Серп.                           | Вер.                            | Жовт.                           | Лист.                           | Груд.                           |                                 |
| Середній максимум, °C           | 2,2                             | −0,8                            | −5,3                            | −9,1                            | −10,6                           | −12                             | −14                             | −14,6                           | −13,5                           | −9,6                            | −3,2                            | 1,5                             |                                 |
| Середня температура, °C         | −0,4                            | −3,3                            | −7,8                            | −11,9                           | −13,6                           | −14,9                           | −17,1                           | −17,9                           | −16,7                           | −12,6                           | −5,9                            | −1,1                            |                                 |
| Середній мінімум, °C            | −2,7                            | −5,6                            | −10,1                           | −14,9                           | −17,1                           | −18,4                           | −20,8                           | −21,6                           | −20,4                           | −15,7                           | −8,7                            | −3,6                            |                                 |
| Норма опадів, мм                | 2.5                             | 2.7                             | 8.9                             | 14.5                            | 29.0                            | 34.6                            | 34.7                            | 36.3                            | 33.1                            | 24.8                            | 10.8                            | 5.8                             |                                 |
| Вологість повітря, %            | 56.3                            | 49.6                            | 48.2                            | 46.9                            | 48.9                            | 50.4                            | 49.3                            | 49.9                            | 48.0                            | 49.5                            | 52.3                            | 57.0                            |                                 |
| ------------------------------- | ------------------------------- | ------------------------------- | ------------------------------- | ------------------------------- | ------------------------------- | ------------------------------- | ------------------------------- | ------------------------------- | ------------------------------- | ------------------------------- | ------------------------------- | ------------------------------- | ------------------------------- |

## Флора і фауна
Складні погодні умови (низькі температури повітря, відсутність рідких опадів, холодні вітри) в районі оази Ширмахера зумовлюють майже повну відсутність рослин. Рослинний світ місцевості представлений водоростями, мхами та лишайниками.
В місцевості налічується 21 вид лишайників, найпоширенішими видами яких є Acarospora petalina, Rhizocarpon flavum, Acarospora petalina, Gasparrinia clegans, Gasparrinia murorum, Buellia pycnogonoides та Lecidia rupicida. Найпоширенішим видом мохів є Plagiothecium Simonovii.
Озера оазису заселені діатомовими водоростями 45 видів.
Тваринний світ представлено гніздів'ями птахів: сніжного буревісника, буревісника Вільсона, полярного поморника.